# Sciomyzoidea
Super-famille
Les Sciomyzoidea sont une super-famille d'insectes diptères brachycères muscomorphes. Elle comporte 140 genres répartis en 8 familles.

## Liste des genres
- famille des Coelopidae
  - Amma
  - Baeopterus
  - Chaetocoelopa
  - Coelopa
  - Coelopella
  - Coelopina
  - Cotamba
  - Dasycoelopa
  - Gluma
  - Icaridion
  - Lopa
  - Malacomyia
  - Musca
  - Rhis
  - This
- famille des Dryomyzidae
  - Dryomyza
  - Dryope
  - Oedoparena
  - Paradryomyza
  - Pseudoneuroctena
  - Steyskalomyza
- famille des Helosciomyzidae
  - Cobergius
  - Dasysciomyza
  - Eurotocus
  - Helosciomyza
  - Napaeosciomyza
  - Neosciomyza
  - Polytocus
  - Sciogriphoneura
  - Scordalus
  - Xenosciomyza
- famille des Ropalomeridae
  - Apophorhynchus
  - Dactylissa
  - Kroeberia
  - Lenkokroeberia
  - Mexicoa
  - Rhytidops
  - Ropalomera
  - Willistoniella
- famille des Heterocheilidae
  - Heterocheila
- famille des Sepsidae
  - Adriapontia
  - Afromeropilus
  - Afromeroplius
  - Afronemopoda
  - Afrosepsis
  - Archisepsis
  - Australosepsis
  - Brachythoracosepsis
  - Decachaetophora
  - Dicranosepsis
  - Diploosmeterosepsis
  - Idiosepsis
  - Lasionemopoda
  - Lasiosepsis
  - Lasiospesis
  - Lateosepsis
  - Leptomerosepsis
  - Meropliosepsis
  - Meroplius
  - Microsepsis
  - Mucha
  - Nemopoda
  - Ortalischema
  - Orygma
  - Palaeosepsioides
  - Palaeosepsis
  - Parapalaeosepsis
  - Paratoxopoda
  - Perochaeta
  - Pseudonemopoda
  - Pseudopalaeosepsis
  - Saltella
  - Sepsis
  - Susanomira
  - Themira
  - Toxopoda
  - Xenosepsis
  - Zuskamira
- famille des Sciomyzidae
  - Anticheta
  - Apteromicra
  - Arina
  - Atrichomelina
  - Calliscia
  - Chasmacryptum
  - Colobaea
  - Coremacera
  - Cylidria
  - Dichetophora
  - Dictya
  - Dictyacium
  - Dictyodes
  - Ectinocera
  - Elgiva
  - Ellipotaenia
  - Ethiolimnia
  - Eulimnia
  - Euthycera
  - Euthycerina
  - Eutrichomelina
  - Guatemalia
  - Hedria
  - Hoplodictya
  - Hydromya
  - Ilione
  - Limnia
  - Musca
  - Neodictya
  - Neolimnia
  - Neuzina
  - Oidematops
  - Oligolimnia
  - Parectinocera
  - Perilimnia
  - Pherbecta
  - Pherbellia
  - Pherbina
  - Poecilographa
  - Prosochaeta
  - Protodictya
  - Psacadina
  - Pseudomelina
  - Pteromicra
  - Renocera
  - Salticella
  - Sciomyza
  - Sepedomerus
  - Sepedon
  - Sepedonea
  - Sepedonella
  - Shannonia
  - Steyskalina
  - Tetanocera
  - Tetanoceroides
  - Tetanoptera
  - Tetanura
  - Teutoniomyia
  - Thecomyia
  - Trypetolimnia
  - Trypetoptera
  - Verbekaria

## Galerie

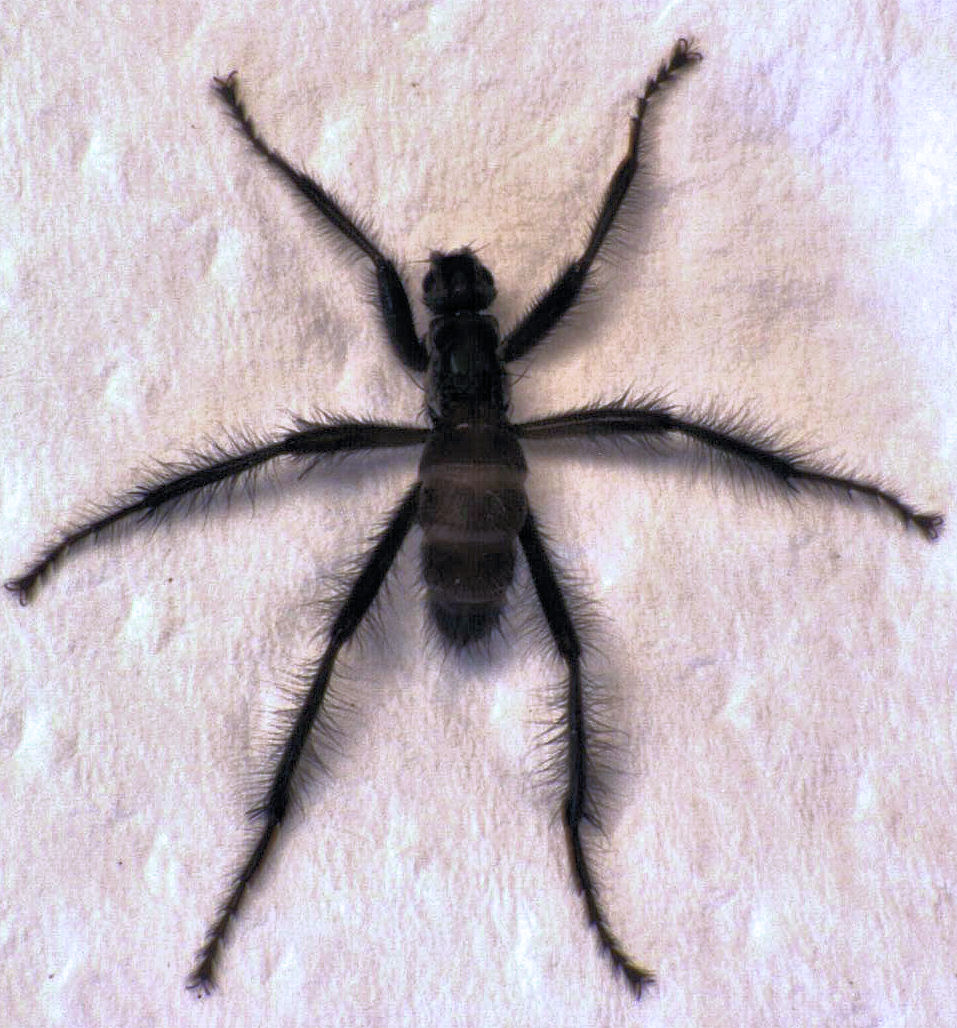
Icaridion nasutum, un Coelopidae
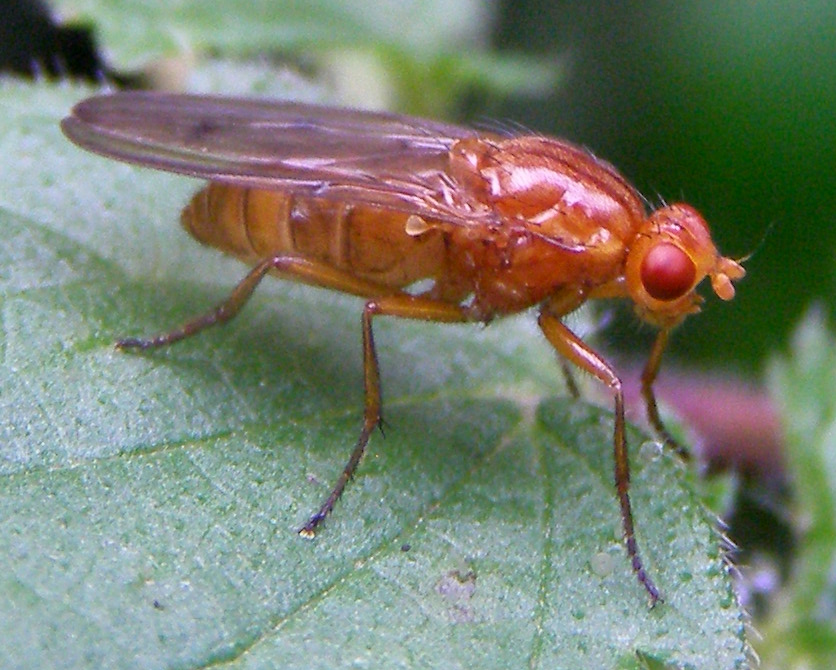
Neuroctena anilis, un Dryomyzidae
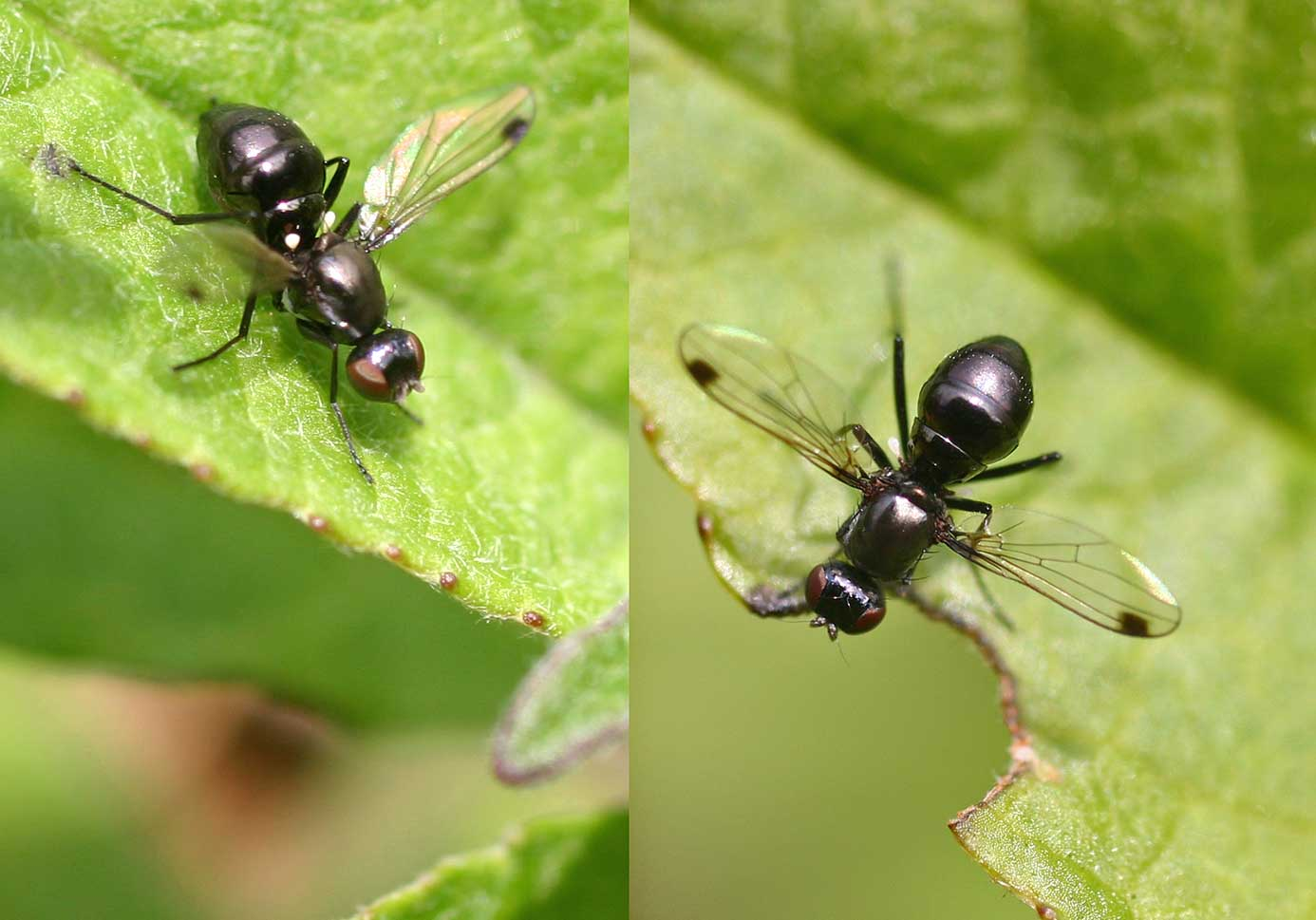
Sepsis fulgens, un Sepsidae
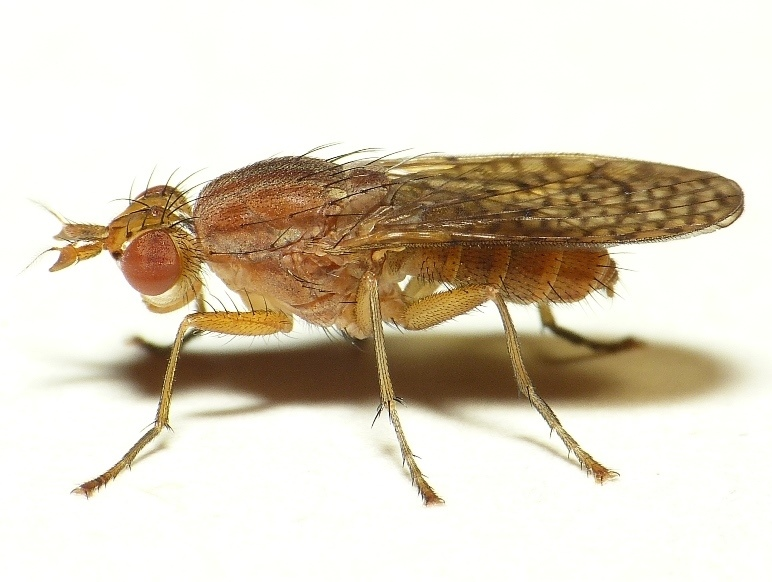
Pherbina coryleti, un Sciomyzidae